# 나야리트쥐
나야리트쥐 또는 시날로아사슴쥐(Peromyscus simulus)는 비단털쥐과에 속하는 설치류의 일종이다. 멕시코의 토착종이다. 1977년까지 덤불쥐의 아종으로 간주되었다.

## 특징
나야리트쥐는 덤불쥐군에서 가장 작은 종으로 머리부터 몸까지 길이가 약 10cm, 꼬리 길이는 몸길이와 거의 같다. 일반적으로 덤불쥐군의 다른 종보다 주둥이도 작다. 황갈색 털을 갖고 있으며, 하체는 크림색과 흰색을 띠며, 등 중간 아래로 거의 검은 희미한 줄무늬 털이 나 있다. 팔다리는 검고 발은 희다. 꼬리는 털로 덮여 있으며, 보통 아랫면보다 윗면이 진하고 꼬리 끝은 특유한 털 다발로 되어 있다.

## 분포 및 서식지
나야리트쥐는 멕시코의 태평양 해안가를 따라 시날로아주 남부와 나야리트주 중부에서만 발견된다. 망그로브 습지와 아카시아 덤불, 가시 관목 지대를 포함한 해발 200m 이하의 해안가 평원과 강가 계곡의 숲 지역에서 서식한다. 알려져 있는 아종은 없다.